# Anthemis macedonica
Anthemis macedonica là một loài thực vật có hoa trong họ Cúc. Loài này được Boiss. & Orph. mô tả khoa học đầu tiên năm 1859.